# Ferran II Gonzaga
Ferran II Gonzaga (Màntua, 21 de juliol del 1563 - Guastalla, 5 d'agost del 1630) fou el tercer comte de Guastalla i duc d'Ariano des del 1575. A patir del 1621 el seu estat fou elevat a la categoria de Ducat de Guastalla. També era príncep de Molfetta

## Biografia
Ferran era fill del comte Cèsar I Gonzaga al qual va succeir en el títol quan només tenia dotze anys. El 1577 la mare, Camilla Borromeo, per tal d'eixugar els deutes que havia adquirit el seu pare en el seu afany de col·leccionar art i construir cases, va vendre el ducat d'Ariano a Laura Goffredo per 59.000 ducats.
El 1579 fou declarat major d'edat. Va ser amic del poeta Torquato Tasso i ell mateix va compondre alguns poemes. Per acabar de pagar les obres del seu palau va haver de vendre el Principat de Molfetta i el Comtat de Giovinazzo. Fou un bon polític i va tenir càrrecs d'importància al servei de l'emperador. El 1581 va fer d'escorta de l'emperadriu vídua Maria d'Àustria. El 1599 fou escorta de Margarida quan anava de viatge per casar-se amb Felip III rei d'Espanya. En agraïment, el 2 de juliol del 1621 l'emperador Ferran II va elevar el seu comtat a la categoria de ducat. Abans de començar la guerra de successió de Màntua, Espanya i el Sacre Imperi Romanogermànic el van proposar com a candidat per succeir el seu parent Vicenç II Gonzaga, però aquest va preferir nomenar Carles I Gonzaga-Nevers. L'any 1630 va morir a causa d'una epidèmia de pesta.

## Descendència
Ferran II es va casar amb Victòria Doria l'abril del 1587, filla de Gianandrea Doria, príncep de Melfi, amb la qual va tenir molts fills:
- Zenobia Gonzaga (1588-1612), que es va casar amb Giovanni III d'Aragó Tagliavia;
- Cèsar II Gonzaga, duc de Guastalla;
- Vittoria Gonzaga, que va ser monja a Parma;
- Isabella Gonzaga, que va ser monja a Guastalla;
- Filippo Gonzaga (?-1616), religiós;
- Francesco Gonzaga (?-1643);
- Giannettino Gonzaga (1601-1649), religiós;
- Vincenzo Gonzaga (1602-1697), virrei de Sicília el 1677;
- Andrea Gonzaga (?-1686), comte de San Paolo, casat amb Laura Crispano;
- Artemisia Gonzaga, que va ser monja a Bolònia;
- Carlo Gonzaga (?-1670), cavaller.